# Brian Schwenke
Brian Max Schwenke Jr. (* 22. März 1991 in Honolulu, Hawaii) ist ein ehemaliger US-amerikanischer American-Football-Spieler in der National Football League (NFL). Er spielte als Center für die Tennessee Titans und die New England Patriots, mit denen er den Super Bowl LIII gewinnen konnte.

## College
Schwenke besuchte die University of California, Berkeley und spielte für deren Mannschaft, die Golden Bears, erfolgreich College Football, wobei er insgesamt 48 Spiele auf verschiedenen Positionen in der Offensive Line bestritt.

## NFL

### Tennessee Titans
Im NFL Draft 2013 wurde Schwenke in der vierten Runde als insgesamt 107. von den Tennessee Titans ausgewählt. In seiner Rookiesaison kam er in den ersten 7 Partien nicht zum Einsatz, lief aber den Rest der Spielzeit immer als Starter auf. Nachdem er 2014 wegen einer Verletzung schon frühzeitig die Saison beenden musste, konnte er 2015 nur 5 Spiele bestreiten. 2016 wurde er auch als Left Guard aufgeboten.

### Indianapolis Colts
Im März 2017 wurde er von den Indianapolis Colts unter Vertrag genommen, aber noch vor Beginn der Regular Season wieder entlassen.

### Rückkehr zu den Titans
Nur einen Tag später kam Schwenke wieder bei seinem alten Team unter. Zunächst wurde er nur in den Special Teams eingesetzt, im Laufe der Spielzeit auch auf verschiedenen Positionen in der Offensive Line.

### New England Patriots
Die New England Patriots verpflichteten Schwenke kurz vor Beginn der Saison 2018. Im Rahmen der finalen Kaderverkleinerung wurde er entlassen, aber sofort wiederverpflichtet. Nachdem Schwenke eine Fußverletzung erlitten hatte, wurde er Anfang November 2018 auf der Injured Reserve List platziert.
Nach Ablauf der Spielzeit verlängerte er zunächst seinen Vertrag, um im Sommer schließlich seinen Rücktritt vom aktiven Sport zu erklären.